# Snoopy's Magic Show
Snoopy's Magic Show (スヌーピーのマジックショー Snoopy no Magic Show?), även känt som Snoopy: Magic Show, är ett action/pusselspel baserat på den tecknade serien med samma namn. Spelet utvecklades och utgavs av Kemco, och släpptes till Game Boy 1990.
1996 släpptes uppföljaren Snoopy no Hajimete no Otsukai.

## Handling
Spelaren styr Snobben, som skall rädda fyr Woodstock-fåglar genom att ducka för studsande bollar, förflytta block, och använda sig av varpzoner och power-ups. Spelet har totalt 120 banor, och möjligheten till  lösenord finns. I tvåspelarläget styr den ena spelaren Snobben, medan den andre styr Robban.

### Fotnoter
1. 1 2 3 4 5 6 7  ”Release information”. Gamefaqs. Arkiverad från originalet den 22 maj 2014. https://web.archive.org/web/20140522221545/http://www.gamefaqs.com/gameboy/585900-snoopys-magic-show/data. Läst 22 maj 2014.
2. ↑  Snoopy no Hajimete no Otsukai Arkiverad 2 november 2012 hämtat från the Wayback Machine. på Gamefaqs